# 無限深方形阱

處於盒子裏的粒子可以自由移動於無法穿越的阱壁內。當阱壁之間距離很微小的時候，可以觀察到量子效應。例如，粒子在某位置的機率比在另外位置的機率大，粒子的能級是離散的。

在物理學裏，無限深方形阱（infinite square potential），又稱為無限深位勢阱（infinite potential well），是一個阱內位勢為 0 ，阱外位勢為無限大的位勢阱。思考一個或多個粒子，永遠地束縛於無限深位勢阱內，無法逃出。關於這些粒子的量子行為的問題，稱為無限深方形阱問題，又稱為無限深位勢阱問題，盒中粒子問題（particle in a box problem），是一個理論問題。假若，阱內只有一個粒子，則稱為單粒子無限深方形阱問題。假若，阱內有兩個粒子，則稱為雙粒子無限深方形阱問題。假若，這兩個粒子是完全相同的粒子，則問題又複雜許多，稱為雙全同粒子無限深方形阱問題。在這裏，只討論單粒子無限深方形阱問題。
在經典力學裏，應用牛頓運動定律，可以非常容易地求得無限深方形阱問題的解答。假設粒子與阱壁的碰撞是彈性碰撞，粒子的動能保持不變。則這粒子在方形阱的兩阱壁之間來回移動，碰撞來，碰撞去，而速率始終保持不變。在任意時間，粒子在阱內各個位置的機率是均勻的。
在量子力學裏，這問題突然變得很有意思。許多基要的概念，在這問題的解析中，呈現了出來。由於問題的理想化與簡易化，應用薛丁格方程，可以很容易地，雖然並不是很直覺地，求得解答。滿足這薛丁格方程的能量本徵函數，是表達粒子量子態的波函數。每一個能量本徵函數的能量，只能是離散能級譜中的一個能級。很令人驚訝的是，離散能級譜中最小的能級不是 0 ，而是一個有限值，稱為零點能量！這系統的最小能級量子態的能級不是 0 。
更加地，假若測量粒子的位置，則會發現粒子在阱內各個位置的機率大不相同。在有些位置，找到粒子的機率是 0 ，絕對找不到粒子。這些結果與經典力學的答案迥然不同。可是，這些結果所根據的原理，早已在許多精心設計的實驗中，廣泛地證明是正確無誤的。

## 簡介

一個一維無限深方形阱，阱內位勢為 0 ，阱外位勢為無限大。

在量子力學裏，無限深方形阱問題是一個簡單化的，理想化的問題。無限深方形阱是一個有限尺寸的位勢阱，阱內位勢為 0 ，阱外位勢為無限大。在阱內，粒子感受不到任何作用力，可以自由的移動於阱內。可是，阱壁是無限的高，粒子完全地束縛於阱內。為了刪繁就簡，先從一維問題開始，研討粒子只移動於一維空間的問題。之後，可推廣至二維與三維空間。
這問題的薛丁格方程解答，明確地呈現出粒子的某些量子行為。這些量子行為與實驗的結果相符合；可是，與經典力學的理論預測，有很大的衝突。特別令人注目地是，這量子行為是自然地從邊界條件產生的，而不是人為勉強加添造成的。這解答乾淨俐落地展示出，任何類似波的物理系統，自然地會產生量子行為；與平常的想法恰恰相反，量子行為不是像變魔術一般變出來的。
無限深方形阱問題的粒子的量子行為包括：
1. 能量量子化：　表達粒子量子態的能量本徵函數，其伴隨的能量不是任意值，而只能是離散能級譜中的一個能級。
2. 零點能量：　粒子最小的允許能級，稱為零點能量，不是 0 。
3. 波節點： 恰恰與經典力學相反，薛丁格方程預測會有波節的存在。這意味著在阱內某些地方，找到粒子的概率是零。

不論這問題有多麼地簡單，由於能夠完全地解析其薛丁格方程，這問題可以導致對量子力學有更深刻的理解。實際上，這問題也非常的重要。無限深方形阱問題可以用來模擬許多真實的物理系統。例如，一個導電電子在一根直的，極細的奈米金屬絲內的量子行為。更詳細內容，請參閱條目奈米線。

## 一維阱

在一維無限深方形阱內，粒子的能級與伴隨的波函數。

在一維無限深方形阱內，找到能級為 的粒子的機率。

一個粒子束縛於一維無限深方形阱內，阱寬為 {\displaystyle L} 。阱內位勢為 0 ，阱外位勢為無限大。粒子只能移動於束縛的方向（ {\displaystyle x} 方向）。如圖示，一維無限深方形阱的本徵函數 {\displaystyle \psi _{n}} 與本徵值 {\displaystyle E_{n}} 分別為
{\displaystyle \psi _{n}={\sqrt {\frac {2}{L}}}\sin {\left({\frac {n\pi x}{L}}\right)}} ，
{\displaystyle E_{n}={\frac {n^{2}h^{2}}{8mL^{2}}}} ；
其中，{\displaystyle n} 是正值的整數，{\displaystyle h} 是普朗克常數，{\displaystyle m} 是粒子質量。

### 導引
一維不含時薛丁格方程可以表達為
{\displaystyle -{\frac {\hbar ^{2}}{2m}}{\frac {\mathrm {d} ^{2}\psi (x)}{\mathrm {d} x^{2}}}+V(x)\psi (x)=E\psi (x)} ；{\displaystyle \quad }(1)
其中，{\displaystyle \psi (x)} 是複值的、不含時間的波函數，{\displaystyle V(x)} 是跟位置有關的位勢，{\displaystyle E} 是正值的能量。
在阱內，位勢 {\displaystyle V(x)=0} 。一維不含時薛丁格方程約化為
{\displaystyle -{\frac {\hbar ^{2}}{2m}}{\frac {\mathrm {d} ^{2}\psi (x)}{\mathrm {d} x^{2}}}=E\psi (x)} 。{\displaystyle \quad }(2)
這是一個已經經過頗多研究的二階常微分方程。一般解本徵函數 {\displaystyle \psi (x)} 與本徵值 {\displaystyle E} 是
{\displaystyle \psi (x)=A\sin(kx)+B\cos(kx)} ，{\displaystyle \quad }(3a)
{\displaystyle E={\frac {\hbar ^{2}k^{2}}{2m}}} ；{\displaystyle \quad }(3b)
其中，{\displaystyle A} 與 {\displaystyle B} 是常數，可以是複值，{\displaystyle k} 是實值的波數（因為 {\displaystyle E} 是正值的，所以，{\displaystyle k} 必須是實數。）。
為了求得一般解 {\displaystyle \psi (x)} 的常數 {\displaystyle A} ， {\displaystyle B} ，與波數 {\displaystyle k} 的值，必須具體表明這問題的邊界條件。由於粒子趨向於位勢低的地區，位勢越高，找到粒子的機率 {\displaystyle \left|\psi (x)\right|^{2}} 越小。在 {\displaystyle x=0} ， {\displaystyle x=L} 兩個阱壁位置，位勢無限的高，找到粒子的機率是微乎其微：{\displaystyle \left|\psi (x)\right|^{2}=0} 。所以，邊界條件是
{\displaystyle \psi (0)=\psi (L)=0} 。(4)
代入方程 (3a) 。在 {\displaystyle x=0} ，可以得到
{\displaystyle \psi (0)=B=0} 。(5)
在 {\displaystyle x=L} ，可以得到
{\displaystyle \psi (L)=A\sin(kL)=0} 。(6)
方程 (6) 的一個簡易解是 {\displaystyle A=0} 。可是，這樣，波函數是 {\displaystyle \psi =0} 。這意味著一個不可能的物理答案：粒子不在阱內！所以，不能接受這簡易解。設定 {\displaystyle A\neq 0} ，則 {\displaystyle \sin(kL)=0} 。那麼，必須要求
{\displaystyle k={\frac {n\pi }{L}}} ;(7)
其中，整數 {\displaystyle n>0} 。
注意到 {\displaystyle n=0} 狀況必須被排除，因為，不能容許波函數是 {\displaystyle \psi =0} 的物理答案：粒子不在阱內！
為了求得 {\displaystyle A} 值，波函數需要歸一化，一個粒子必須存在於整個一維空間的某地方：
{\displaystyle 1=\int _{-\infty }^{\infty }\left|\psi (x)\right|^{2}\,\mathrm {d} x=\left|A\right|^{2}\int _{0}^{L}\sin ^{2}(kx)\,\mathrm {d} x=\left|A\right|^{2}{\frac {L}{2}}} 。
常數 {\displaystyle A} 的值為
{\displaystyle \left|A\right|={\sqrt {\frac {2}{L}}}} 。(8)
常數 {\displaystyle A} 可以是任何複數，只要絕對值等於{\displaystyle {\sqrt {\frac {2}{L}}}} ；可是，這些不同值的 {\displaystyle A} 都對應於同樣的物理狀態。所以，為了方便計算，選擇 {\displaystyle A={\sqrt {\frac {2}{L}}}} 。

盒中粒子（黑色粗點）和自由粒子（灰色曲線）的能量都同樣地跟波數有關。但是，盒中粒子只能帶有離散的能量。

最後，將方程 (7) ，(8) 代入方程 (3a) ，(3b) 。一維無限深方形阱問題的能量本徵方程與能量本徵值（能級）是
{\displaystyle \psi _{n}(x)={\sqrt {\frac {2}{L}}}\sin \left({\frac {n\pi x}{L}}\right)} ，
{\displaystyle E_{n}={\frac {n^{2}h^{2}}{8mL^{2}}}} 。
- 如同前面所述，此問題只容許量子化的能級。由於 {\displaystyle n\neq 0} ，最低的能級，稱為零點能量，大於 0 。這答案可以用不確定原理解釋。因為粒子束縛於有限的區域，位置變異數有上界。所以，粒子的動量的變異數大於 0 ，粒子必須擁有能量。這能量隨著阱寬的減小而增加。

- 很重要的一點是，雖然表達粒子量子態的能量本徵函數，其能量只能是離散能級譜中的一個能級。這並不能防止粒子擁有任意的能量，只要這能量大於零點能量。根據態疊加原理，粒子的量子態，可以是幾個能量本徵函數的疊加。當測量粒子的能量時，測量的答案，只可能是疊加的幾個能級中的一個能級。由於測量會造成波函數塌縮，不能對同一個粒子做多次的測量，而指望得到有意義的答案。必須假設準備了許多同樣的系統。對每一個系統內的粒子，做同樣的測量。雖然，每一次的測量的答案，只可能是疊加的幾個能級中的一個能級。所有答案的的平均值，是粒子的能量期望值。

### 啟發導引
能量本徵值的公式可以啟發地被推導出來。試想，兩個阱壁必定是波函數的波節。這意味著，阱寬必須剛好能夠容納半個波長的整數倍：
{\displaystyle n{\frac {\lambda }{2}}=L} ；
其中，{\displaystyle \lambda } 是波長，{\displaystyle n} 是正值的整數。
應用德布羅意假說，粒子的動量 {\displaystyle p} 是
{\displaystyle p={\frac {h}{\lambda }}={\frac {h}{2L}}n} 。
代入聯繫能量與動量的經典公式，則可以得到系統的能量本徵值。
{\displaystyle E={\frac {p^{2}}{2m}}={\frac {n^{2}h^{2}}{8mL^{2}}}} 。

## 二維阱

二維無限深方形阱的波函數.， 。

一個粒子束縛於二維無限深方形阱內，阱寬在 {\displaystyle x} 與 {\displaystyle y} 方向，分別為 {\displaystyle L_{x}}  ，{\displaystyle L_{y}} 。阱內位勢為 0 ，阱外位勢為無限大。粒子只能移動於束縛的方向（ {\displaystyle x} 與 {\displaystyle y} 方向）。二維無限深方形阱的本徵函數 {\displaystyle \psi _{n_{x},n_{y}}} 與本徵值 {\displaystyle E_{n_{x},n_{y}}} 分別為
{\displaystyle \psi _{n_{x},n_{y}}={\sqrt {\frac {4}{L_{x}L_{y}}}}\sin \left({\frac {n_{x}\pi x}{L_{x}}}\right)\sin \left({\frac {n_{y}\pi y}{L_{y}}}\right)}
{\displaystyle E_{n_{x},n_{y}}={\frac {h^{2}}{8m}}\left[\left({\frac {n_{x}}{L_{x}}}\right)^{2}+\left({\frac {n_{y}}{L_{y}}}\right)^{2}\right]}
其中，{\displaystyle n_{x}} 與 {\displaystyle n_{y}} 是正值的整數。

### 導引
在這二維的問題裏，粒子束縛於一個二維位勢阱內，在阱內，二維的解答方程與方程 (2) 類似，是一個二階偏微分方程：
{\displaystyle -{\frac {\hbar ^{2}}{2m}}\left({\frac {\partial ^{2}\psi }{\partial x^{2}}}+{\frac {\partial ^{2}\psi }{\partial y^{2}}}\right)=E\psi }。
應用分離變數法 。首先，假設 {\displaystyle \psi (x,\ y)} 是兩個不相關的函數 {\displaystyle X(x)} 與 {\displaystyle Y(y)} 的乘積，{\displaystyle X(x)} 只含有變數 {\displaystyle x} ，{\displaystyle Y(y)} 只含有變數 {\displaystyle y} ：
{\displaystyle \psi (x,y)=X(x)Y(y)} 。
將 {\displaystyle \psi (x,\ y)} 的假設方程代入二維方程，則可得到
{\displaystyle -{\frac {\hbar ^{2}}{2m}}\left(Y{\frac {\partial ^{2}X}{\partial x^{2}}}+X{\frac {\partial ^{2}Y}{\partial y^{2}}}\right)=EXY} 。
將這方程兩邊都除以 {\displaystyle XY} ，則可得到
{\displaystyle -{\frac {\hbar ^{2}}{2m}}\left({\frac {X''}{X}}+{\frac {Y''}{Y}}\right)=E} 。
由於方程左邊圓括號內的兩個項目 {\displaystyle {\frac {X''}{X}}} 、{\displaystyle {\frac {Y''}{Y}}} 分別只跟 {\displaystyle x} 、{\displaystyle y} 有關，兩個項目分別都必須等於常數：
{\displaystyle -{\frac {\hbar ^{2}}{2m}}{\frac {X''}{X}}=E_{x}} ，
{\displaystyle -{\frac {\hbar ^{2}}{2m}}{\frac {Y''}{Y}}=E_{y}} ；
其中，{\displaystyle E_{x}} 與 {\displaystyle E_{y}} 都是常數，{\displaystyle E_{x}+E_{y}=E} 。
這樣，可以得到兩個約化的一維薛丁格方程：
{\displaystyle -{\frac {\hbar ^{2}}{2m}}{\frac {d^{2}X}{dx^{2}}}=E_{x}X} ，
{\displaystyle -{\frac {\hbar ^{2}}{2m}}{\frac {d^{2}Y}{dy^{2}}}=E_{y}Y} 。
前面，已經解析了同樣形式的一維薛丁格方程（方程 (2) ）。將那裡的答案移接到這裡，
{\displaystyle X_{n_{x}}={\sqrt {\frac {2}{L_{x}}}}\sin \left({\frac {n_{x}\pi x}{L_{x}}}\right)} ，
{\displaystyle Y_{n_{y}}={\sqrt {\frac {2}{L_{y}}}}\sin \left({\frac {n_{y}\pi y}{L_{y}}}\right)} ；
其中，整數 {\displaystyle n_{x}=1,\ 2,\ 3,\ \dots } ，{\displaystyle n_{y}=1,\ 2,\ 3,\ \dots } 。
將兩個方程合併，可以得到解答：
{\displaystyle \psi _{n_{x},n_{y}}={\sqrt {\frac {4}{L_{x}L_{y}}}}\sin \left({\frac {n_{x}\pi x}{L_{x}}}\right)\sin \left({\frac {n_{y}\pi y}{L_{y}}}\right)} ，
{\displaystyle E_{n_{x},n_{y}}={\frac {h^{2}}{8m}}\left[\left({\frac {n_{x}}{L_{x}}}\right)^{2}+\left({\frac {n_{y}}{L_{y}}}\right)^{2}\right]} 。

## 三維阱
同樣地，應用分離變數法於三維阱問題，可以得到能量本徵函數與能量本徵值：
{\displaystyle \psi _{n_{x},n_{y},n_{z}}={\sqrt {\frac {8}{L_{x}L_{y}L_{z}}}}\sin \left({\frac {n_{x}\pi x}{L_{x}}}\right)\sin \left({\frac {n_{y}\pi y}{L_{y}}}\right)\sin \left({\frac {n_{z}\pi z}{L_{z}}}\right)} ，
{\displaystyle E_{n_{x},n_{y},n_{z}}={\frac {h^{2}}{8m}}\left[\left({\frac {n_{x}}{L_{x}}}\right)^{2}+\left({\frac {n_{y}}{L_{y}}}\right)^{2}+\left({\frac {n_{z}}{L_{z}}}\right)^{2}\right]} ；
其中，{\displaystyle n_{i}=1,\ 2,\ 3,\ \ldots } 。
當兩個以上的阱寬相等的時候，對應於同樣的總能量，會存在有多個不同的波函數。這狀況稱為簡併，是由物理系統的對稱性造成的。例如，假設 一個三維阱的 {\displaystyle L_{x}=L_{y}} ，則 {\displaystyle n_{x}=2} ，{\displaystyle n_{y}=1} ，{\displaystyle n_{z}=1} 的波函數與 {\displaystyle n_{x}=1} ，{\displaystyle n_{y}=2} ，{\displaystyle n_{z}=1} 的波函數，兩個波函數的能量相等。由於在這物理系統裏，有兩個阱寬相等，這物理系統對稱於繞著 z-軸的 {\displaystyle 90^{\circ }} 旋轉。

## 參閱
- 態疊加原理
- 自由粒子
- 有限深方形阱
- 有限位勢壘
- 球對稱位勢
- Delta 位勢阱
- Delta 位勢壘
- 量子穿隧效應
- 盒中氣體
- 隨機電動力學